# Robert Bassler
Robert S. Bassler (généralement crédité Robert Bassler) est un monteur et producteur (de cinéma et de télévision) américain, né le 26 septembre 1903 à Washington (district de Columbia), mort le 8 novembre 1975 à Los Angeles — Quartier de Woodland Hills (Californie).

## Biographie
Au cinéma, Robert Bassler est d'abord monteur de dix films américains, les neuf premiers (dont six réalisés par Rowland V. Lee) sortis de 1928 à 1930. Le dixième et dernier est Carolina d'Henry King (avec Janet Gaynor et Lionel Barrymore), sorti en 1934.
Puis il est producteur de trente-deux autres films américains (surtout au sein de la 20th Century Fox), le premier étant Mon amie Sally d'Irving Cummings (avec Rita Hayworth et Victor Mature), sorti en 1942. Par la suite, citons Le Cygne noir d'Henry King (1942, avec Tyrone Power et Maureen O'Hara), Les Bas-fonds de Frisco de Jules Dassin (1949, avec Richard Conte et Valentina Cortese), La Maison sur la colline de Robert Wise (1951, avec Richard Basehart et Valentina Cortese), ou encore Je dois tuer de Lewis Allen (1954, avec Frank Sinatra et Sterling Hayden).
Après un dernier film sorti en 1957, Robert Bassler est encore producteur sur quatre séries télévisées américaines, à partir de 1958 (et directeur de production d'une cinquième). L'ultime (après quoi il se retire) est Route 66, avec deux épisodes diffusés en 1960.
En 1949, il obtient une nomination à l'Oscar du meilleur film, pour La Fosse aux serpents d'Anatole Litvak (1948, avec Olivia de Havilland et Mark Stevens).

## Filmographie

### Cinéma (intégrale)
Monteur
- 1928 : The Secret Hour de Rowland V. Lee
- 1928 : Doomsday de Rowland V. Lee
- 1928 : Amours d'artiste (Loves of an Actress), de Rowland V. Lee
- 1928 : Les Trois Coupables (Three Sinners) de Rowland V. Lee
- 1929 : Nothing but the Truth de Victor Schertzinger
- 1929 : The Wolf of Wall Street de Rowland V. Lee
- 1930 : Shadow of the Law de Louis J. Gasnier
- 1930 : Safety in Numbers de Victor Schertzinger
- 1930 : A Man from Wyoming de Rowland V. Lee
- 1934 : Carolina d'Henry King

Producteur
- 1942 : Mon amie Sally (My Gal Sally) d'Irving Cummings
- 1942 : Girl Trouble d'Harold D. Schuster
- 1942 : Âmes rebelles (This Above All) d'Anatole Litvak
- 1942 : Le Cygne noir (The Black Swan) de Henry King
- 1944 : Tampico, de Lothar Mendes
- 1944 : Jack l'Éventreur (The Lodger) de John Brahm
- 1945 : Jupiter (Thunderhead - Son of Flicka) de Louis King
- 1945 : en:Molly and Me de Lewis Seiler
- 1945 : Hangover Square de John Brahm
- 1946 : Behind Green Lights d'Otto Brower
- 1946 : Smoky (film, 1946) de Louis King
- 1947 : L'Amour au trot (The Homestretch) de H. Bruce Humberstone
- 1947 : La Pièce maudite (The Brasher Doubloon) de John Brahm
- 1947 : Tonnerre dans la vallée (Thunder in the Valley) de Louis King
- 1948 : La Fosse aux serpents (The Snake Pit) d'Anatole Litvak
- 1948 : Alerte au ranch (Green Grass of Wyoming) de Louis King
- 1949 : Les Bas-fonds de Frisco (Thieves' Highway) de Jules Dassin
- 1949 : Sand de Louis King
- 1950 : Le Petit Train du Far West (A Ticket to Tomahawk) de Richard Sale
- 1950 : Okinawa (Halls of Montezuma) de Lewis Milestone
- 1951 : Chéri, divorçons (Let's Make It Legal) de Richard Sale
- 1951 : La Maison sur la colline (The House on Telegraph Hill) de Robert Wise
- 1952 : La Loi du fouet (Kangaroo) de Lewis Milestone
- 1952 : Night Without Sleep de Roy Ward Baker
- 1952 : Seules les femmes savent mentir (My Wife's Best Friend) de Richard Sale
- 1953 : Le Fouet d'argent (The Silver Whip) d'Harmon Jones
- 1953 : Meurtre à bord (Dangerous Crossing) de Joseph M. Newman
- 1953 : Adorable Voisine (The Girl Next Door) de Richard Sale
- 1953 : Tempête sous la mer (Beneath the 12-Mile Reef) de Robert D. Webb
- 1954 : Je dois tuer (Suddenly) de Lewis Allen
- 1955 : Les hommes épousent les brunes (Gentlemen Marry Brunettes) de Richard Sale (producteur exécutif)
- 1957 : Gunsight Ridge de Francis D. Lyon

### Séries télévisées (sélection)
- 1958-1959 : Buckskin, saison unique, 39 épisodes (intégrale)
- 1960 : Route 66 (titre original), saison 1, épisode 2 A Lance of Straw et épisode 6 Ten Drops of Water

## Galerie photos
(producteur, sauf mention contraire)

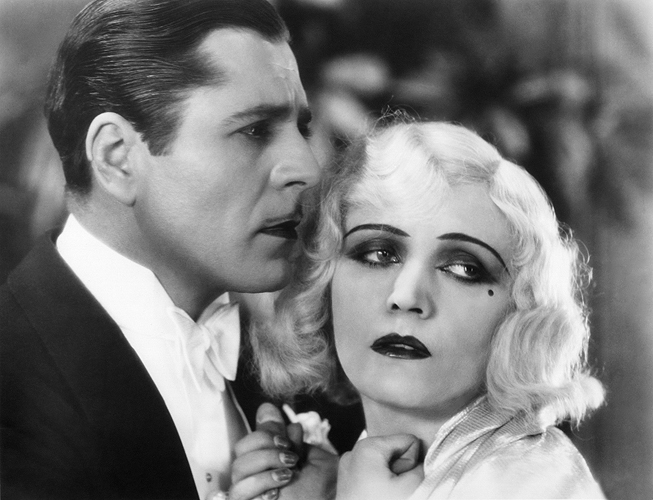
Three Sinners (1928, monteur) : Warner Baxter et Pola Negri
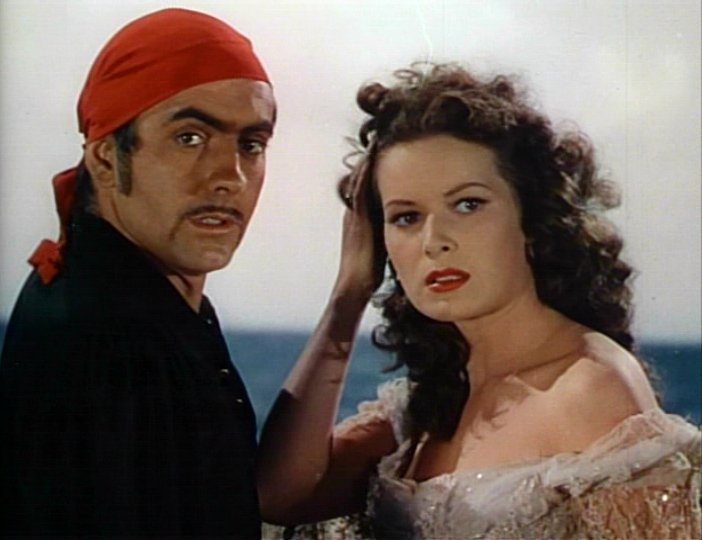
Le Cygne noir (1942) : Tyrone Power et Maureen O'Hara
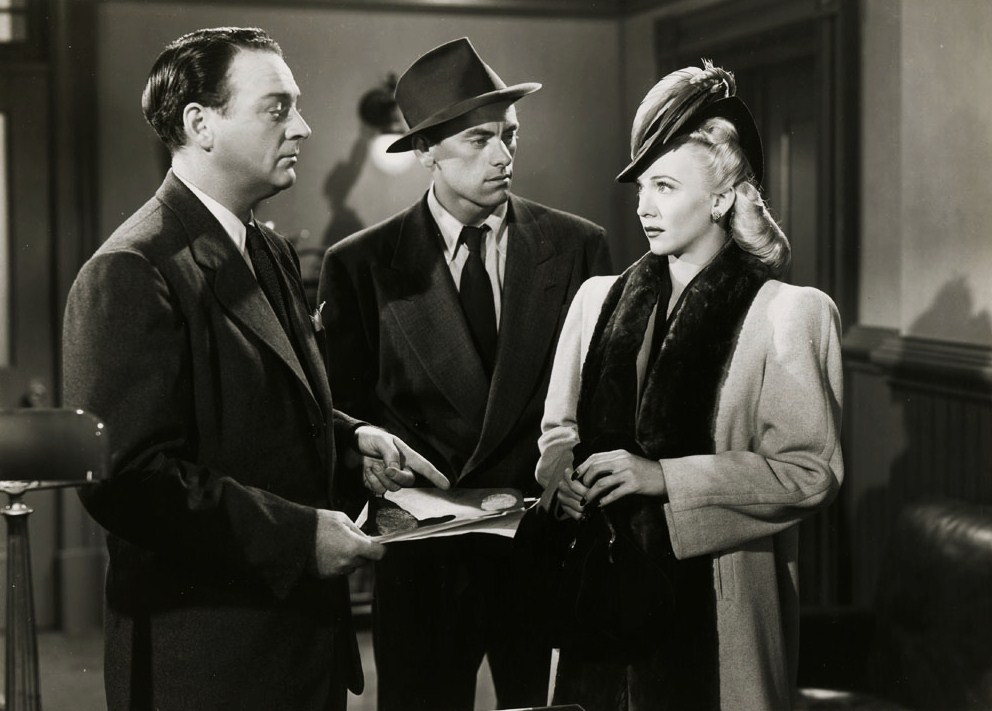
Behind Green Lights (1946) : William Gargan, John Ireland et Carole Landis (de g. à d.)
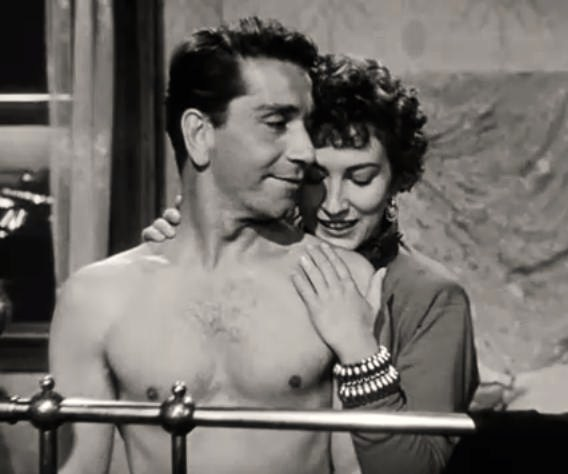
Les Bas-fonds de Frisco (1949) : Richard Conte et Valentina Cortese
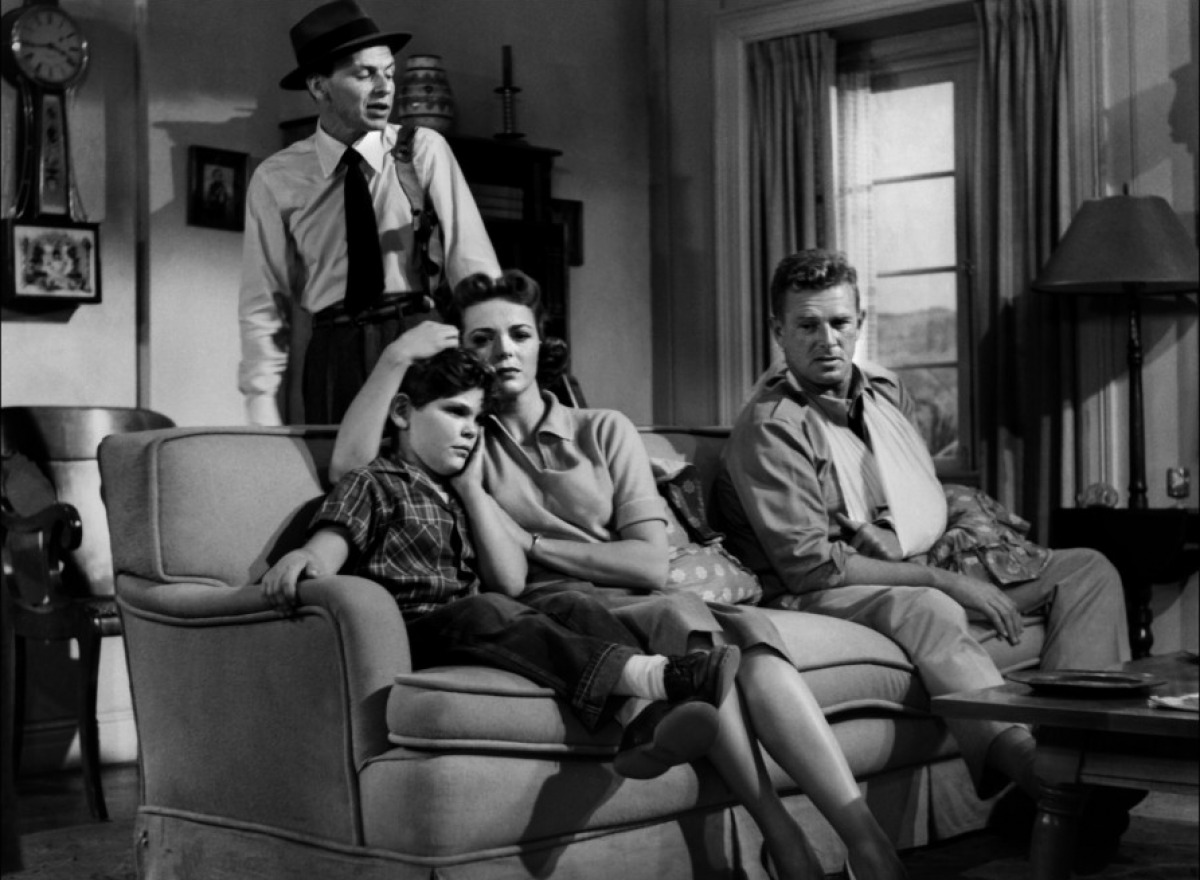
Je dois tuer (1954) : Frank Sinatra, Kim Charney, Nancy Gates et Sterling Hayden (de g. à d.)

## Distinction
- 1949 : Nomination (partagée avec Anatole Litvak, coproducteur) à l'Oscar du meilleur film, pour La Fosse aux serpents.